# Константайн, Эндрю
Эндрю Константайн (англ. Andrew Constantine; род. 30 декабря 1961) — британский дирижёр.
Начал обучение музыке в 11-летнем возрасте как виолончелист, с 16 лет занимался дирижированием. Окончил Манчестерский музыкальный колледж и Лестерский университет, учился у Нормана дель Мара и Джона Кару, занимался в Академии Киджи у Фердинанда Ляйтнера. В 1991 году выиграл проводившийся впервые Конкурс дирижёров Донателлы Флик, после чего в течение года стажировался в Ленинградской консерватории у Ильи Мусина.
В 1986 году в Лестере Константайн начал свою дирижёрскую карьеру с создания Оркестра Барди — первоначально камерного, а затем и полноформатного коллектива, составленного из профессиональных музыкантов, по тем или иным причинам отказавшихся от музыкальной карьеры, но готовых воспользоваться возможностью музицировать в качестве высококвалифицированных любителей; Константайн руководил этим оркестром до 2004 года и в 2003 году был удостоен Лестерским университетом степени доктора музыки honoris causa. Одновременно на протяжении 1990-х гг. Константайн выступал с различными британскими оркестрами, включая Лондонский симфонический оркестр; в 1993 году он, в частности, дирижировал концертом памяти Джона Барбиролли с исполнением кантаты Сергея Прокофьева «Петя и волк» и вдовой Барбиролли Эвелин в партии чтеца.
В 2004 г. Константайн перебрался в США, первоначально в качестве второго дирижёра Балтиморского симфонического оркестра под руководством Юрия Темирканова. В 2007 г. он возглавил симфонический оркестр в Рединге, а с 2009 г. руководит также и Форт-Уэйнским филармоническим оркестром.